# Ludzie Smileya
Ludzie Smileya (ang. Smiley's People) – trzecia i finałowa powieść Johna le Carré z tzw. Trylogii Karli (The Carla Trilogy).
George Smiley odkrywa informacje, które mogą doprowadzić go do ostatecznej konfrontacji ze swoim nemesis, szefem sowieckiego wywiadu – Karlą.

## Fabuła
George Smiley po raz kolejny zostaje wezwany z emerytury. Tym razem Ministerstwo w osobie Olivera Lacona zleca mu uporanie się ze skandalem. Były sowiecki generał, a zarazem brytyjski szpieg gorączkowo poszukujący kontaktu ze swoimi dawnymi mocodawcami, zostaje brutalnie zamordowany w londyńskim parku. Znaleziony przy nim tajny komunikat głosi: „Powiedz Maxowi, że chodzi o Sandmana”.
Ujawnione w trakcie śledztwa informacje wskazują, że generał oraz jego serdeczny przyjaciel Otto Leipzig byli gotowi do szantażowania Karli – szefa sowieckiego wywiadu.

## Serial telewizyjny
W 1982 roku John Hopkins na podstawie powieści nakręcił serial telewizyjny. W rolę George’a Smileya wcielił się ponownie Alec Guinness.